# Американські сухопутні черепахи
Американські сухопутні черепахи (Chelonoidis) — рід черепах з родини суходільних черепах (Testudinidae). Має 13 видів.

## Опис
Загальна довжина представників цього роду коливається від 43 до 135 см. Голова велика й масивна. Панцир значно витягнутий, обтічний, має овальну форму. Карапакс і платрон досить близько знаходяться один від одного. Лапи досить потужні. Панцир коричневого або чорного кольору зі світлими плямами на щитках карапаксу. Платрон трохи світліший.

## Спосіб життя
Полюбляють тропічні ліси, савани, луки, напівпустелі. Усе життя проводять на суходолі. Здебільшого активні вранці. Харчують комахами. молюсками, дрібними рептиліями, пташенятами, рослинами та фруктами.
Самиці відкладають до 20 яєць.

## Розповсюдження
Мешкають у Південній Америці, на Малих Антильських та Галапагоських островах.

## Види
- Chelonoidis abingdonii
- Chelonoidis becki
- Chelonoidis carbonaria
- Chelonoidis chathamensis
- Chelonoidis chilensis
- Chelonoidis darwini
- Chelonoidis denticulata
- Chelonoidis donfaustoi[1]
- Chelonoidis duncanensis
- Chelonoidis hoodensis
- Chelonoidis nigra
- Chelonoidis petersi
- Chelonoidis phantasticus
- Chelonoidis porteri
- Chelonoidis vicina